# Савцыно
Савцыно — село в Кашинском городском округе Тверской области России. 

## География
Село находится в 29 км на запад от города Кашина.

## История

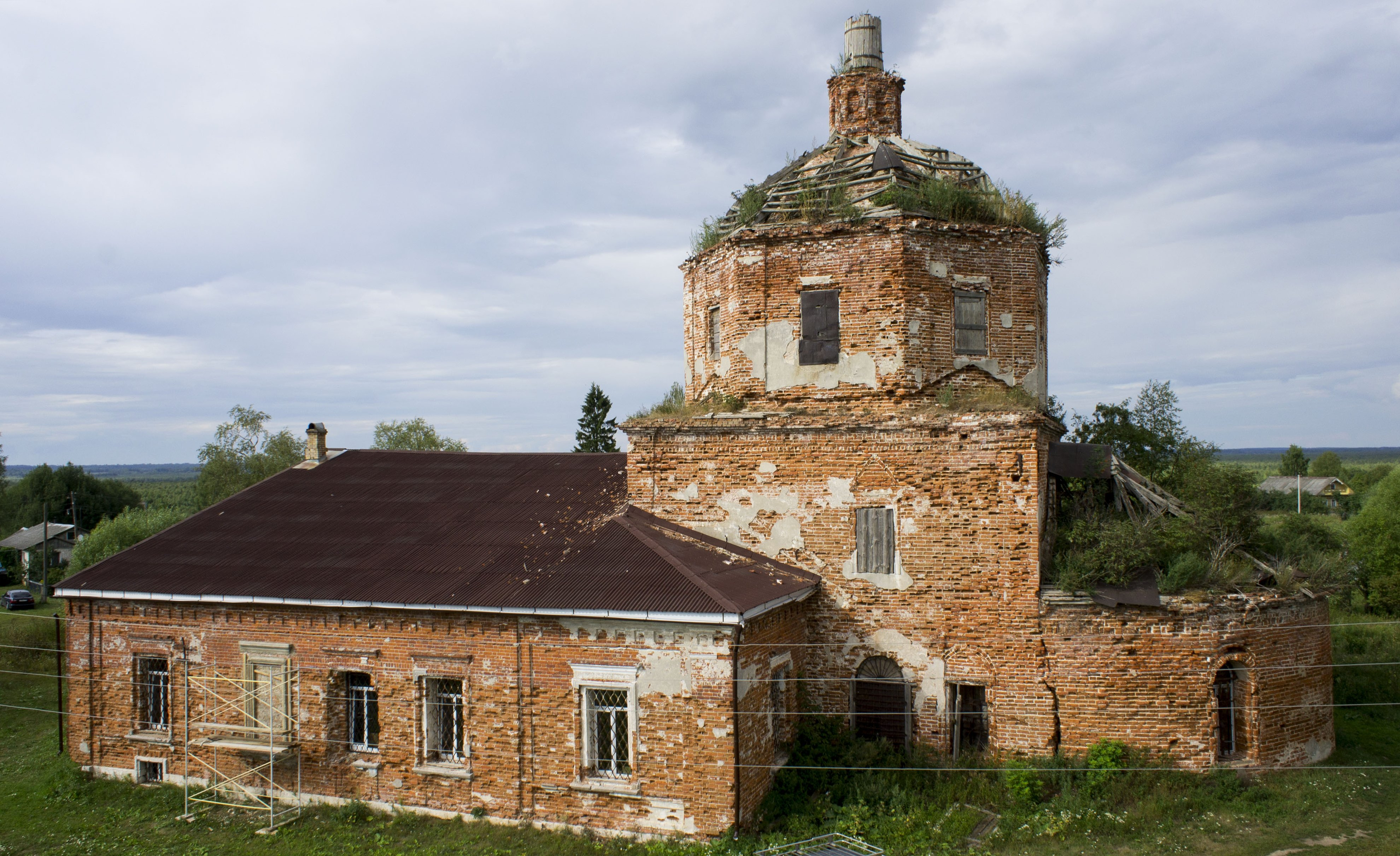
Церковь Николая Чудотворца. 2014 год

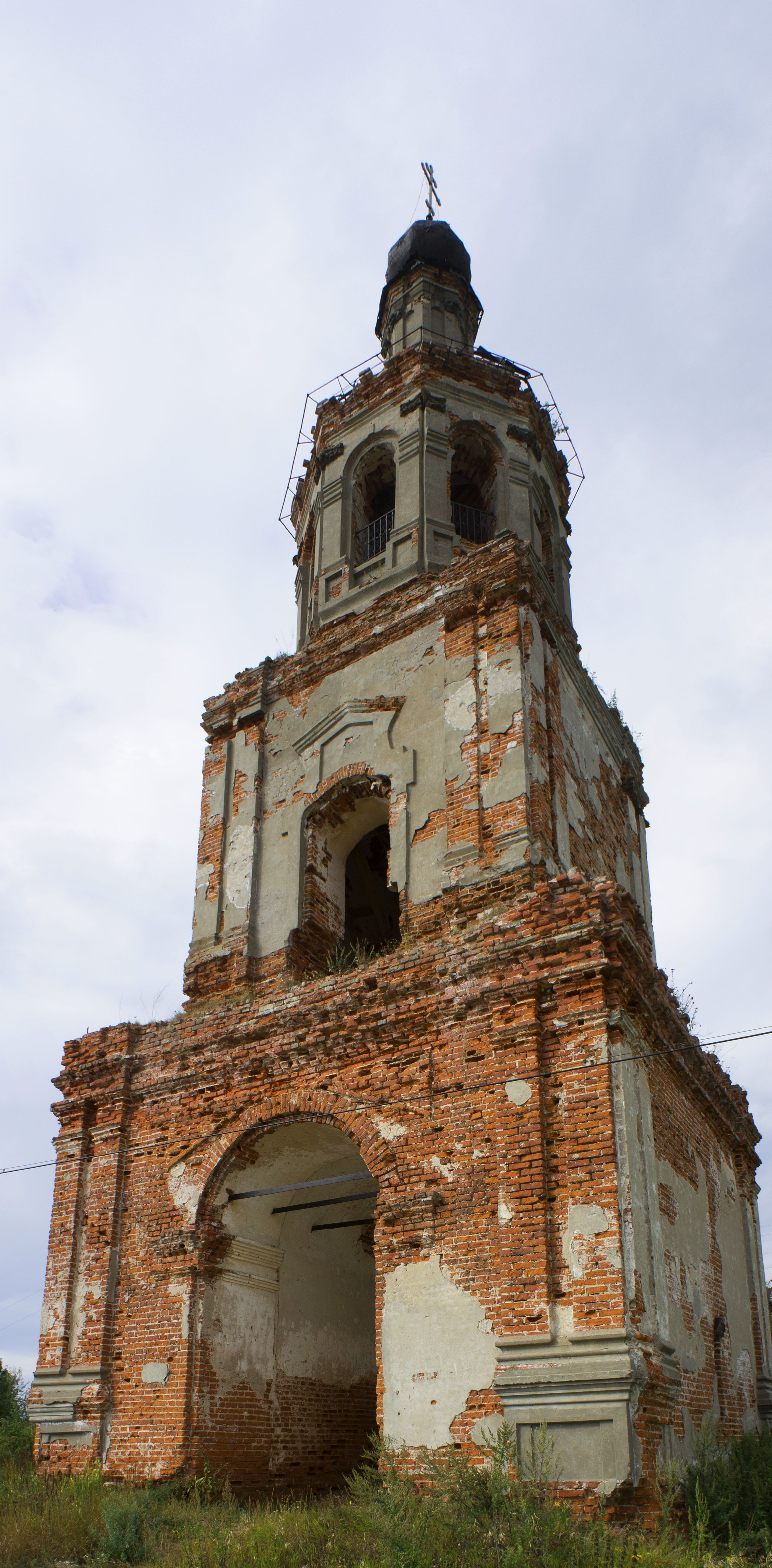
Колокольня Никольской церкви. 2014 год

В 1730 году в селе была построена каменная Никольская церковь с 3 престолами, метрические книги с 1780 года. 
В конце XIX — начале XX века село являлось центром Савцынской волости Кашинского уезда Тверской губернии. 
С 1929 года село являлось центром Савцинского сельсовета Кашинского района Кимрского округа Московской области, с 1935 года — в составе Калининской области, с 1994 года — в составе Власьевского сельского округа, с 2005 года — в составе Уницкого сельского поселения, с 2018 года — в составе Кашинского городского округа.
До 2014 года в селе работала Савцынская основная общеобразовательная школа.

## Население
| 1859 | 1889 | 1897 | 2002 | 2010 |
| ---- | ---- | ---- | ---- | ---- |
| 358  | ↗549 | ↗554 | ↘164 | ↘158 |

## Инфраструктура
В селе имеются фельдшерско-акушерский пункт, отдление почтовой связи.

## Достопримечательности
В селе расположена восстанавливаемая Церковь Николая Чудотворца (1730).